# Avio Linee Italiane
Die  Avio Linee Italiane (ALI) war eine Fluggesellschaft aus Italien. Die Gesellschaft führte Linienflüge im Inland und ins europäische Ausland durch.

## Geschichte
Die Avio Linee Italiane wurde 1926 als Teil des Fiat-Konzerns gegründet. Im August 1934 entging sie als einzige Fluggesellschaft der durch staatliche Order veranlassten Zusammenlegung aller italienischen Fluggesellschaften zur Ala Littoria.
Ab 1936 wurden drei der vom Eigner Fiat Aviazione gebauten Fiat G.18 eingesetzt, die sehr stark der ebenfalls genutzten Douglas DC-2 ähnelte. Von der verbesserten Version Fiat G.18 V übernahm ALI ab 1937 alle sechs gebauten Exemplare.
Ebenfalls 1936 begann die Auslieferung von sechs fabrikneuen dreimotorigen Savoia-Marchetti SM.73 für die Europastrecken; sie wurden mit 18 Passagiersitzen ausgestattet und trugen die Luftfahrzeugkennzeichen I-SAMO, -SETI, -SUTO, -SAUL, -SITA und -STAR.
Mit dem Beginn des Zweiten Weltkriegs wurde der Betrieb vorerst teilweise eingestellt.
Erst 1947 erfolgte eine Wiederaufnahme der Tätigkeit auf Inlandsstrecken. Dafür wurden insgesamt 4 Douglas DC-3 eingesetzt.
Ebenfalls in den Jahren 1947 und 1948 wurden sechs Maschinen des Typs Fiat G.212CP erworben, die im innereuropäischen Linienverkehr eingesetzt wurden.
Im Jahr 1949 entstand zusammen mit den drei Konkurrenten Società Italiana Servizi Aerei (SISA), Transadriatica und Airone die neue Fluggesellschaft ALI-Flotte Riunite. Diese bestand jedoch nur bis 1952; die Vermögenswerte und die meisten Strecken wurden von der Linee Aeree Italiane (LAI) übernommen, die selbst wiederum 1957 in der Alitalia aufging.

## Flugziele
Avio Linee Italiane flog hauptsächlich von Mailand aus. Die am stärksten ausgebauten Linien führten nach Rom, Paris und London. Seit 1928 gab es eine Verbindung von Mailand nach München, die 1931 bis nach Berlin ausgedehnt wurde. Später überließ man die Strecke nach Berlin der Ala Littoria und flog stattdessen nach Frankfurt und Köln.

## Flotte
1940:
- 1 Douglas DC-2
- 9 Douglas DC-3
- 3 Fiat G.18
- 6 Fiat G.18V
- 6 Fiat G.212
- 6 Savoia-Marchetti SM.73

## Zwischenfälle
- Am 16. März 1940 wurde eine Savoia-Marchetti SM.73 der Avio Linee Italiane (Luftfahrzeugkennzeichen I-SUTO) bei widrigem Wetter in den Vulkan Stromboli (Italien) geflogen. Die Maschine befand sich auf einem Flug von Tripolis über Catania nach Rom. Bei diesem CFIT, Controlled flight into terrain, wurden alle 14 Insassen getötet, 5 Besatzungsmitglieder und 9 Passagiere.[4]

- Am 26. November 1940 machte die Fiat G.18 mit dem Luftfahrzeugkennzeichen I-ELIO der Avio Linee Italiane/Regia Aeronautica bei der Landung auf dem Flughafen Mailand-Linate Totalbruch. Alle Insassen überlebten.[5]

- Am 16. November 1942 kam es zu einer Notlandung einer Fiat G.18 (I-ETNA) wegen Treibstoffmangels bei Nebel in der Nähe von Mailand; alle Personen an Bord überlebten.[6]

- Am 29. Januar 1943 wurde die Fiat G.18 V I-EURE der Avio Linee Italiane/Regia Aeronautica bei einem Flug von Belgrad nach Venedig bei einer Flughöhe von 30 m in Nebelfeldern 500 Meter vor dem Flughafen Venedig ins Meer geflogen, wobei die vierköpfige Besatzung und eine weitere Person ums Leben kamen.[7]

- Am 1. Juli 1948 stürzte eine Fiat G.212CP der Avio Linee Italiane (I-ELSA) nahe der belgischen Ortschaft Keerbergen im Anflug auf den falschen Flugplatz ab. Vier Crewmitglieder und vier der sieben Passagiere starben.[8]

- Am 6. Dezember 1948 verunglückte eine Douglas DC-3 (Kennzeichen: ebenfalls I-ETNA) beim Start im Nebel auf dem Flughafen Mailand-Linate. Die Maschine sollte nach Brüssel fliegen. Alle 7 Insassen kamen ums Leben.[9]

- Am 4. Mai 1949 flog eine Fiat G.212CP der Avio Linee Italiane (I-ELCE) im Anflug auf den damaligen Flughafen Turin gegen den Berg der Wallfahrtskirche Superga. Alle 31 Insassen wurden getötet, darunter nahezu die komplette Mannschaft des AC Turin (siehe auch Flugunfall von Superga).[10]